# Banksy
Banksy er en berømt pseudo-anonym graffiti-kunstner fra Storbritannien, hvis identitet stadig er ukendt. Man mener, at Banksy blev født i 1974 i Yate, tæt på Bristol.  Banksy startede med at male graffiti sammen med Bristol-gruppen, Bristol DryBreadZ Crew, i starten af 1990’erne. Banksy nævner selv i sin bog, Wall and Piece, at han blev fanget flere gange, da han havde svært ved at færdiggøre et ”værk” i tide, og at det var medvirkende til at Banksy foretog et skift af teknik til den nuværende karakteristiske stil. Banksys teknik er en kombination af graffiti-skrift og stencil, hvilket er inspireret af den franske graffiti-kunstner, Blek le Rat, som malede stencil-graffiti i Paris-området fra 1981.
Banksys værker er oftest politisk-satiriske, og de budskaber, som går igen, er primært samfundskritiske samt kritiske overfor krig og kapitalisme. Banksy er meget optaget af specifikke politiske emner i Storbritannien som; øget overvågning, politiets magt.
Banksys hidtil dyreste værk blev solgt på auktion den 27. april 2007 for £288,000 i London. Banksy holder dog ikke selv auktioner, da han ser dem som udemokratiske og betegner dem som ”forherliget grådighed”.

## Identitet
For at beskytte sin identitet er Banksy udeblevet fra prisuddelinger, hvor han har vundet, samt sine egne udstillinger. Han kommunikerer dog gennem læserbreve, bøger samt sin hjemmeside. Selvom journalister har prøvet at afsløre hans identitet og har trykt billeder af den formodede Banksy, er udseende og identitet stadig ikke bekræftet. Avisen The Mail on Sunday, mente i juli 2008 at kunne dokumentere Banksys identitet. Deres bud på et ægte navn var Robin Gunningham, men hans agent, Steve Lazarides, har nægtet at be- eller afkræfte de rygter. På sin hjemmeside har Banksy skrevet følgende om sin identitet: ”Jeg er ikke i stand til at kommentere hvem der måske og måske ikke er Banksy, men en person beskrevet som ”god til at tegne” lyder ikke som Banksy i mine ører”. I 2019 blev der fundet dokumenter på HGB Leipzig kunsthøjskole, der beviser, at den schweiziske kunstner er Maître de Casson Banksy. På den anden side modsiger han endda at være Banksy på sin hjemmeside.

## Modstand
Grundet graffitiens kontroversielle natur, har Banksy også mødt megen kritik for sine værker i det offentlige rum. Foreningen, ”Keep Britain Tidy”, klassificerer Bankys værker som simpelt hærværk, og i flere tilfælde er hans værker blevet fjernet af lokale myndigheder. Det er dog hændt, at de lokale myndigheder har måttet lade Banksys værker være på grund af deres popularitet blandt befolkningen. Dette er blandet andet tilfældet i Bristol, hvor byrådet lod en tegning på en mur blive.

## Udgivelser
Banksy har selv udgivet flere bøger med billeder af sine værker, samt sine egne kommentarer dertil. Disse er alle udgivet under hans dæknavn, Banksy:
Banging Your Head Against A Brick Wall (2001), Existencilism (2002), Cut it Out (2004), Wall and Piece (2005), Pictures of Walls (2005).
To andre bøger, skrevet af andre forfattere, omhandler også Banksy:
Martin Bull, Banksy Locations and Tours: A Collection of Graffiti Locations and Photographs in London

Steve Wright, Banksy's Bristol: Home Sweet Home

## Galleri
- Billeder af Banksy
- Yello Flower, London
- Sweep (Hoxton)
- Shoreditch, London
- Kissing Policemen, Brighton
- Grin Reaper